# Camargo (Tamaulipas)
Camargo è una municipalità dello stato di Tamaulipas, nel Messico centrale, capoluogo della omonima municipalità.
Conta 14.933 abitanti (2010) e ha una estensione di 930,66 km².
Il paese deve il suo nome alla omonima città spagnola della Cantabria.